# Serra de Daró
Serra de Daró – gmina w Hiszpanii, w prowincji Girona, w Katalonii, o powierzchni 8,18 km². W 2011 roku gmina liczyła 208 mieszkańców.